# (12526) de Coninck
(12526) de Coninck (1998 HZ147) – planetoida z grupy pasa głównego asteroid okrążająca Słońce w ciągu 3,63 lat w średniej odległości 2,36 j.a. Odkryta 25 kwietnia 1998 roku.